# 21st Century Science and Technology
21st Century Science and Technology – kwartalnik poświęcony zagadnieniom naukowym z perspektywy ruchu Lyndona LaRouche i jego LaRouche Movement. Czasopismo zostało założone w 1988 roku po zamknięciu przez rząd amerykański poprzedniego czasopisma Fusion Magazine (1977–1987).